# Joachim von Schönburg-Glauchau (1873–1943)

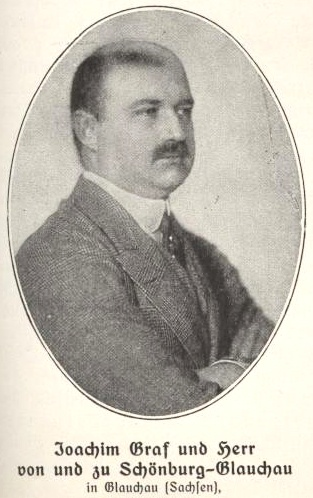
Joachim Graf von Schönburg-Glauchau

Joachim von Schönburg-Glauchau, voller Name Joachim Maria Joseph Franz de Paula Anton Alfred Alfons Graf von Schönburg-Glauchau (* 20. Juli 1873 in Wechselburg; † 3. Juli 1943 in Leipzig) war ein deutscher Graf und Abgeordneter der Ersten Kammer des Sächsischen Landtags.

## Leben
Er wurde geboren als Sohn des Grafen Karl Heinrich Wolf Wilhelm Franz von Schönburg-Glauchau (1832–1898) und dessen Gattin, Gräfin Adelheid von Rechteren-Limpurg-Speckfeld (1845–1873). Die Mutter starb nur fünf Tage nach seiner Geburt an deren Nachwirkungen, weshalb der Junge bei der Stiefmutter und zweiten Gattin seines Vaters, Gräfin Marie Eugenie Leonarde Sophie d'Ursel (1851–1932) aufwuchs. Sie war die Schwester des katholischen belgischen Politikers Joseph d’Ursel.
Joachim von Schönburg-Glauchau studierte Jura an den Universitäten Freiburg im Breisgau, Prag und Leipzig. 1895 wurde er Leutnant im 1. Königlich Sächsischen Husaren-Regiment „König Albert“ Nr. 18, beim Tod des Vaters erbte er 1898 Schloss Forderglauchau in Glauchau sowie die Familienbesitztümer in Penig und Wechselburg; 1900 auch Schloss Hinterglauchau in Glauchau und Schloss Rochsburg im gleichnamigen Ort. Ab 1899 saß er als Abgeordneter in der Ersten Kammer des Sächsischen Landtages. Er blieb gleichzeitig Offizier à la suite in der Sächsischen Armee.
Der Graf engagierte sich auch in der katholischen Kirche, unter anderem fungierte er 1910 beim Deutschen Katholikentag in Augsburg als Vizepräsident der Veranstaltung.
1898 heiratete er Oktavia, Gräfin Chotek von Chotkow und Wognin (1873–1946), in Prag. Sie war die Tochter von Graf Boguslaw Chotek von Chotkow (1829–1896) sowie die Schwester von Gräfin Sophie Chotek von Chotkova und Wognin, Fürstin von Hohenberg (1868–1914), die zusammen mit ihrem Gatten, dem österreichischen Thronfolger Erzherzog Franz Ferdinand von Österreich-Este, am 28. Juni 1914 in Sarajevo ermordet wurde, was zum Ausbruch des Ersten Weltkriegs führte.
Joachim von Schönburg-Glauchau starb 1943 in Leipzig. Seine Tochter Adelheid Henriette Wilhelmine Sophia Maria (1900–1987) heiratete 1920 Franz Ludwig von Waldburg-Wolfegg-Waldsee (1892–1989). Unter seinen direkten Nachkommen befindet sich seine Urenkelin Gloria von Thurn und Taxis.

## Nachkommen
- Friedrich Carl, genannt Carl (* 26. Juli 1899; † 12. April 1945)

⚭ 1927 Maria Anna von Barorów-Baworowska (1902–1988)
- Adelheid Henriette (* 28. Juli 1900; † 7. Januar 1987)

⚭ 1920 Franz Ludwig von Waldburg-Wolfegg-Waldsee (1892–1989)
- Wolfgang (* 1901/† 1901)
- Wilhelmine Aloyse (* 17. Oktober 1902; † 25. September 1964)

⚭ 1921 Maximilian Egon zu Fürstenberg (1896–1959)
- Maria Immaculata (* 22. August 1904; † 13. Mai 1999)
- Elizabeth Karoline (* 11. November 1905; † 25. Oktober 1999)
- Franziska Sophie (* 25. Dezember 1907; † 10. Januar 1965)
- Ernst Heinrich (* 13. Januar 1910; † 5. September 1939)
- Marie-Agnes (* 12. Januar 1912; † 6. Juli 1994)

⚭ 1935 Felix Fleischer (1908–1990)